# Perizoma gueneeata
Perizoma gueneeata är en fjärilsart som beskrevs av Alpheus Spring Packard 1876. Perizoma gueneeata ingår i släktet Perizoma och familjen mätare. Inga underarter finns listade i Catalogue of Life.